# Banconote nordirlandesi
Le banconote nordirlandesi sono le banconote della sterlina britannica che vengono emesse in Irlanda del Nord dal 1929. 
Queste banconote sono valuta legale, ma tecnicamente non hanno corso legale da nessuna parte (inclusa la stessa Irlanda del Nord). Tuttavia, le banconote sono ampiamente accettate come valuta da commercianti e istituzioni nel Regno Unito anche perché alle banche emittenti sono stati concessi i diritti per emettere valuta attraverso depositi presso la Banca d'Inghilterra.
L'emissione di banconote in Irlanda del Nord è regolata dal Currency and Bank Notes Act 1928, dal Coinage Act 1971, dal Banknotes (Ireland) Act 1864 (c. 78), dal Banknotes (Ireland) Act 1920 (c. 24), dai Bankers (Ireland) Act 1845, Bankers (Northern Ireland) Act 1928 (c. 15). Ai sensi di alcuni di questi statuti, la HM Revenue and Customs (HMRC) pubblica periodicamente sul Belfast Gazette un resoconto dell'importo di obbligazioni autorizzato dalla legge ad essere emesso dalle diverse Banche in Irlanda del Nord e l'importo medio delle obbligazioni in circolazione, nonché il valore dei depositi presso la Banca d'Inghilterra.

## Banche emittenti
Le banche che hanno emesso banconote nordirlandesi sono la Bank of Ireland (dal 1929 ad oggi), la Ulster Bank (dal 1929 ad oggi), la Belfast Banking Company (dal 1929 al 1968, poi acquisita nel 1970 dalla Northern Bank), la National Bank (dal 1929 al 1959, poi acquisita nel 1965 dalla Bank of Ireland), la Northern Bank (dal 1929 al 2012), oggi parte del gruppo Danske Bank che ha emesso le prime banconote in Irlanda del nord nel giugno del 2013 e la Provincial Bank of Ireland	(dal 1929 a 1981) rinominata Allied Irish Banks nel 1982 (emissioni dal 1982 al 1993) ed infine diventata First Trust Bank nel 1994 (emissioni dal 1994 al 2021).

## Denominazioni
Le banconote venivano emesse inizialmente nei tagli da 1, 5, 10, 20, 50 e 100 sterline. La banconota da 1 sterlina ha cessato di essere emessa da tutte le banche, con l'ultima serie prodotta dalla Allied Irish Banks nel 1984. La banconota da 5 sterline ad oggi viene emessa solo da Bank of Ireland e dalla Ulster Bank. La Northern Bank ha smesso di emettere banconote superiori al taglio di 20 sterline da quando è stata acquisita dalla Danske Bank.
Il 27 febbraio 2019 la Ulster Bank e la Bank of Ireland hanno emesso delle nuove banconote in polimero da 5 e 10 sterline mentre la Danske Bank ha emesso solo quella da 10 sterline.